# Władysław Skoczylas
Wladyslaw Skoczylas (Wieliczka, 4 aprile 1883 – Varsavia, 8 aprile 1934) è stato un pittore, incisore e scultore polacco.
Ha studiato pittura all'Accademia di Belle Arti di Cracovia con Theodore Axentowicz e Leon Wyczolkowski, mentre ha studiato scultura nello studio di Konstantin Laszczka.
Con Berthold presso l'Akademie für Graphische Künste und Buchgewerbe a Lipsia ha invece appreso le tecniche dell'incisione su legno.
Nel 1928 ha vinto la medaglia di bronzo per una serie di acquerelli al Concorso olimpico per l'arte e la letteratura ad Amsterdam.
Come xilografo, ha collaborato in Italia con L'Eroica di Cozzani.
È considerato il fondatore della scuola polacca di xilografia.